# Giovanni Battista Calò
Giovanni Battista Calò (né à Barletta le 16 juillet 1832 et mort dans la même ville le 28 août 1895 est un peintre italien.

## Biographie
Giovanni Battista Calò est né à Barletta le 16 juillet 1832 de Giuseppe Calò et Maria Tatò.
A l'âge de dix ans, il est confié à l'« Ospizio di Giovinazzo ».
En 1852, grâce à un héritage providentiel, il s'installe à Naples où il fréquente l'Académie des beaux-arts.
En 1862, atteint de tuberculose , il entreprend un voyage en Méditerranée et s'arrête quelque temps à Athènes puis  guéri retourne à Barletta en  1863, où il  enseigne à l'Institut technique. Il a été le premier professeur de  Giuseppe De Nittis et c'est lui qui a conseillé à son frère Vincenzo de l'envoyer à l'Académie des Beaux-Arts de Naples.
Parmi les expositions les plus représentatives, auxquelles il a participé, figurent  celles de Florence (1871), Milan (1874) et Turin (1884).
Giovan Battista Calò a enseigné aux principaux artistes de Barletta de la seconde moitié du XIXe siècle, dont Giuseppe De Nittis, Giuseppe Gabbiani, Vincenzo De Stefano et Raffaele Girondi. Il est mort à Barletta le 28 août 1895.

## Œuvres
- Madonna della Cintura con i santi Agostino e Monica, 1789, chiesa di sant'Agostino, Andria[3].
- Ritratto di gentiluomo pugliese, 1856, huile sur toile 34 × 27 cm[4].
- Madonna con sant’Agnese e figlie di Maria,seconde moitié du XIXe siècle, huile sur toile, 110 × 80 cm, cattedrale santa Maria Maggiore, Barletta[5].